# L'Alsacienne
Pour les articles homonymes, voir  Alsacienne et Alsa (marque).

Logotype de L'Alsacienne.

L'Alsacienne est une marque de biscuits français, qui au fil des ans a disparu sous la marque LU. Après avoir appartenu un temps au groupe agroalimentaire français Danone, elle fait depuis 2007 partie du groupe américain Kraft Foods. La marque possédait une forte identité visuelle grâce à son logo de jeune femme à coiffe traditionnelle alsacienne, « la petite Sophie ». Elle a gagné sa notoriété avec des marques de biscuits tels que Chamonix orange, Langues de chat, Résille d'or ou encore Petit-Exquis, Palmito (palmiers) et des barres chocolatées comme Choco prince.

## Histoire

### Démarrage
En 1904, un fabricant de biscuits parisien Georges Chauvreau  commercialise ses produits régionaux sous un emballage où figurait le portrait d'une jeune Alsacienne (la jeune Sophie) en costume traditionnel.
Ce portrait avait une signification particulière à l'époque, il rappelait aux Français cette province perdue par leur nation à la suite de la guerre franco-allemande de 1870-1871. En 1907, Georges Chauvreau s'associe avec Paul Thèves et René Dupuy-Fromy et crée  la biscuiterie Société G. Chauvreau et Cie.
En 1910, le site industriel de cette entreprise, installée à Ivry-sur-Seine est inondé à la suite de la crue de la Seine de 1910. L'usine doit fermer. Une nouvelle unité de production est créée à Maisons-Alfort sous le nom Société Anonyme Biscuiterie Alsacienne.
En 1919, Paul Thèves prend la direction de l'entreprise après le départ de ses deux associés. En 1932, les deux frères, Jean et Michel rejoignent leur père Paul Thèves à la direction de l'entreprise. La Biscuiterie Alsacienne devient, plus simplement, L'Alsacienne. Les produits et sous-marque Chamonix orange, Langues de chat, Résille d'or (sorte de gaufrettes), Petit-Exquis (inspiré du Petit Beurre), etc., sont conçus dans l'entre-deux-guerres.  
Entre 1939 et 1945, l'usine se consacre à la fabrication de biscuits caséinés (à base d'albumine de lait) distribués dans les écoles et de pains de guerre destinés aux prisonniers.
Après la Seconde Guerre mondiale et le début d'une croissance de la consommation sur plusieurs décennies avec les Trente Glorieuses, les différents sites s'agrandissent : agrandissement du site francilien,  agrandissement en 1957 du site de Bègles acquis en 1936, ouverture en 1959 d'une usine à Calais pour accroitre la production des deux autres sites. Hervé Morvan modifie le logo, déjà retravaillé à plusieurs reprises dans l'entre-deux-guerres.

### Fusions et rachats
Au début des années 1960, L'Alsacienne prend Heudebert à Nestlé. En 1966, un projet de fusion entre BN, l'Alsacienne et Brun. En 1968, l'entreprise Brun s'associe avec LU, 3 Chatons, Saint-Sauveur, Rem et le biscottier Magdeleine pour fonder le groupe LU-Brun & associés. Le site de Maisons-Alfort ferme. En 1974, Céraliment s'empare du tiers des parts LU. Le nouveau groupe est baptisé Céraliment LU Brun et réunit 18 entreprises. Un nouveau site est construit à Cestas et le site de Bègles est fermé. En 1977,  le groupe Belge GB ( pour Général Biscuit) en prend le contrôle
En 1978, Général Biscuit France est créée comprenant L'Alsacienne, Heudebert, LU, Brun et associés. En 1987, le Groupe BSN (Boussois-Souchon-Neuvesel, futur Danone) rachète Général Biscuit.En 1988, les usines La Normande sont intégrés au potention industriel de L'Alsacienne. En 1989, rachat de la branche biscuits Europe de Nabisco par le groupe BSN, futur Danone, et Belin rejoint L'Alsacienne et LU au sein de BSN. En 1994, L'Alsacienne et Belin fusionnent.
La branche biscuits européenne de Danone se restructure en 2002 et ferme le site de Calais, ainsi que d'Évry, ex-Belin. Et en 2007 finalement, le groupe Kraft Foods rachète la branche biscuits de Danone.
De l'aventure industrielle de L'Alsacienne, il ne reste plus que le site de Cestas encore en activité sous le nom de LU.